# Пинтюк Євдокія Танасіївна
Євдокія Танасіївна Пинтюк (8 листопада 1941, село Черепківці, Королівство Румунія, тепер Глибоцького району Чернівецької області) — українська радянська діячка, новатор сільськогосподарського виробництва, телятниця колгоспу «Радянська Буковина» Глибоцького району Чернівецької області. Депутат Верховної Ради УРСР 7-го скликання.

## Біографія
Народилася у селянській родині.
З 1950-х років — телятниця колгоспу «Радянська Буковина» села Черепківці Глибоцького району Чернівецької області.
Потім — на пенсії у селі Черепківці Глибоцького району Чернівецької області.